# Крістерс Апарйодс
Крістерс Апарйодс (24 лютого 1998 , Сігулда, Ризький район ) — латвійський саночник, бронзовий призер Олімпійських ігор, чемпіон Європи. 

## Олімпійські ігри
| Рік  | Місто        | Одномісні сани | Змішана естафета |
| ---- | ------------ | -------------- | ---------------- |
| 2022 | Пекін, Китай | 5              | 3                |